# Кащенко Марія Миколаївна
Марія Миколаївна Кащенко (25 лютого (9 березня) 1893 , Томськ  — не раніше 1954 , Євпаторія, Таврійська губернія ) — український, радянський лікар-хірург. Брала участь у становленні дитячої хірургії в Євпаторії.

## Біографія
Народилася 25 лютого (9 березня) 1983 року в Томську. Батько — Микола Феофанович Кащенко (1855—1935), професор, ректор Томського університету.
Закінчила Імператорський університет Святого Володимира в Києві (1916). Після цього працювала в Сімферополі ординатором медичного факультету Таврійського університету. З 1924 — ординатор, а з 1932 по 1954 — завідувач хірургічним відділенням Євпаторійської міської лікарні. У роки окупації Криму нацистами продовжувала працювати у Євпаторії. Наприкінці 1940-х пройшла спеціалізацію з травматології. З кінця 1940-х років очолювала онкологічний пункт при лікарні. Керувала операційним пунктом переливання крові. Одна із засновників дитячої хірургії в Євпаторії вела хірургічну практику в дитячій поліклініці.
Автор спогадів про батька «Спогади про М. Ф. Кащенка», які були опубліковані в 1950 в журналі «Вчені записки Томського університету».
1954 року отримала 1-у групу інвалідності і вийшла на пенсію. Померла у Євпаторії. Дата смерті невідома.